# Laserpitium gallicum
Espèce
Classification phylogénétique
Laserpitium gallicum, le Laser odorant ou Laser de France, est une espèce de plantes à fleurs du genre Laserpitium et de la famille des Apiacées. C'est une plante herbacée originaire du Sud de la France, du Nord de l'Italie et de la partie orientale de la péninsule Ibérique.